# Ershichsky (huyện)
Huyện Ershichsky (tiếng Nga: ? райо́н) là một huyện hành chính tự quản (raion), của Tỉnh Smolensk, Nga. Huyện có diện tích 1076 km², dân số thời điểm ngày 1 tháng 1 năm 2000 là 10000 người. Trung tâm của huyện đóng ở Ershichi.